# Św. Jerzy walczący ze smokiem (obraz Petera Paula Rubensa)
Św. Jerzy walczący ze smokiem (niderl. Sint Joris in gevecht met de draak) – obraz flamandzkiego malarza Petera Paula Rubensa, znajdujący się w muzeum Prado w Madrycie (nr inw. P01644).

## Opis
Tematem obrazu jest Święty Jerzy zabijający smoka. Według legendy opisanej w Złotej legendzie Jakuba de Voragine opodal miasta Silene, przy źródle wody, zamieszkał smok. Mieszkańcy, by móc korzystać z wody, dostarczali mu owce i młode dziewczyny. Gdy los wskazał księżniczkę, córkę władcy, pojawił się św. Jerzy na koniu; zabił smoka i uratował księżniczkę.

Rubens przedstawił scenę walki Jerzego ze smokiem zgodnie z tradycją. Wybrał moment, gdy rycerz, po przebiciu potwora włócznią, dobija go ciosem miecza. Zbroja jest stylizowana na rzymską zgodnie z ówczesną wiedzą na jej temat. Walka Jerzego ze smokiem była często zestawiana z treścią religijną. Rycerz artysty siedzi na białym koniu, co nawiązywało do białego konia Chrystusa z Apokalipsy św. Jana: 

Potem ujrzałem niebo otwarte: a oto biały koń, a Ten, co na nim siedzi, zwany Wiernym i Prawdziwym, oto sprawiedliwie sądzi i walczy (Ap.19, 11)

W Apokalipsie smok jest nazywany szatanem. Jerzy walczy więc z siłami zła. Zwierzę ma głowę bestii, a jego ogon przybiera formę wijącego się węża. Zgodnie z interpretacją chrześcijańską, księżniczka jest personifikacją Kościoła, a baranek widoczny przy księżniczce, Chrystusem, którego Barankiem Bożym nazwał Jan Chrzciciel. Fakt pojawienia się baranka na obrazie jest rzadkim motywem w dziełach poruszających ten motyw.
Scena została ujęta typowo dla malarstwa barokowego. Jerzy, koń i smok przedstawieni zostali w ruchu. Dynamika sceny podkreślona jest przez rozwiany czerwony płaszcz rycerza i grzywę końską. Wrażenie ruchu jest potęgowane przez perspektywiczne ujęcie głowy smoka oraz kontrast pomiędzy ukośnymi liniami sylwetki Jerzego, konia i smoka ze statyczną linią postaci księżniczki i baranka.